# Supino
Supino és un comune (municipi) de la província de Frosinone, a la regió italiana del Laci, situat a uns 70 km al sud-est de Roma i a uns 10 km a l'oest de Frosinone.
Supino limita amb els municipis de Carpineto Romano, Ferentino, Frosinone, Giuliano di Roma, Gorga, Maenza, Morolo i Patrica.
A 1 de gener de 2019 tenia 4.797 habitants.